# 東京清掃労働組合
東京清掃労働組合（とうきょうせいそうろうどうくみあい、略称：東京清掃（とうきょうせいそう））は、東京二十三区において清掃業務に従事する区職員で構成する労働組合である。全国労働組合連絡協議会（全労協）と全日本自治団体労働組合（自治労）に加盟する。

## 概要
東京二十三区において清掃業務に従事する区職員で構成する。これらの職員は元々東京都庁の職員であったことから、各区職労ではなく東京清掃に組織される。交渉は、東京二十三区清掃一部事務組合および各区との間で行う。区に委託され清掃業務を行う事業者の労働者はこの組合ではなく、東京清掃が加盟する自治労の中では自治労公共サービス清掃労働組合に組織される。

## 歴史
1949年4月26日に東京都庁職員労働組合清掃支部結成準備大会が開催され、同年6月16日に東京都庁職員労働組合（都庁職）の支部として、東京都庁職員労働組合清掃支部（略称: 都庁職清掃支部）が結成される。1979年からは清掃業務の第7次区移管に抵抗し、4波の阻止闘争を決行する。1980年代のナショナルセンターの中では、清掃支部は自治労を志向し、都庁職内の自治労を志向する他の支部とともに自治労都庁職に参加するが、独自に全労協にも加盟する。2000年4月1日には清掃業務が区に完全に移管され、6年後の2006年4月1日には清掃職員の身分も区に移管されたことから、都庁職および自治労都庁職から東京清掃労働組合（略称：東京清掃）として独立した。